# Satz von Carleson und Hunt
In der Mathematik ist der Satz von Carleson und Hunt ein Lehrsatz über die punktweise Konvergenz von Fourier-Reihen. Er ist die Verallgemeinerung des vormals als Vermutung von Lusin bekannten Satzes von Carleson und ist nach Lennart Carleson und Richard Allen Hunt benannt.

## Formulierung des Satzes

### Satz von Carleson
Sei {\displaystyle f\in L^{2}(S^{1})} eine quadratisch integrierbare, {\displaystyle 2\pi }-periodische Funktion mit Fourier-Koeffizienten {\displaystyle {\hat {f}}(n)}. Dann hat man für fast alle {\displaystyle x} punktweise Konvergenz.
{\displaystyle \lim _{N\rightarrow \infty }\sum _{|n|\leq N}{\hat {f}}(n)e^{inx}=f(x)}.

### Satz von Carleson und Hunt
Sei {\displaystyle p>1} und {\displaystyle f\in L^{p}(S^{1})} eine {\displaystyle 2\pi }-periodische Funktion mit Fourier-Koeffizienten {\displaystyle {\hat {f}}(n)}. Dann hat man für fast alle {\displaystyle x} punktweise Konvergenz.
{\displaystyle \lim _{N\rightarrow \infty }\sum _{|n|\leq N}{\hat {f}}(n)e^{inx}=f(x)}.
Die analoge Aussage für {\displaystyle p=1} ist nicht korrekt, wie ein Gegenbeispiel von Kolmogorow zeigt.